# Okno w Leśnej Turni
Okno w Leśnej Turni – schronisko w grupie Skał Rzędkowickich na Wyżynie Częstochowskiej będącej częścią Wyżyny Krakowsko-Częstochowskiej. Znajduje się w Leśnej Turni. Jest to samotna skała w lesie po północnej stronie wzniesienia Rzędkowickich Skał, na mapie Geoportalu pod nazwą Skała Świdowa. Administracyjnie należy do miejscowości Rzędkowice w województwie śląskim, w powiecie zawierciańskim, w gminie Włodowice.

## Opis obiektu
Jest to duże okno skalne przebijające zachodnią część skały. Ma wymiary 1,4 × 2,8 m. Od wschodniej strony znajduje się w pionowej ścianie na wysokości 6 m nad ziemią, łatwo natomiast jest dostępne od zachodu. W jego stropie są dwa kominki o wysokości około 1 m. Kominki te i liczne wymycia ścian świadczą o tym, że okno jest pochodzenia krasowego.
Jaskinia powstała w późnojurajskich wapieniach skalistych. Namuliska brak. Skała wraz ze skalnym oknem znajduje się w dużym cieniu (gęsty bukowy las), wskutek tego na jej ścianach, także na ścianach okna roślinność jest uboga.
Okno jest znane od dawna. Wzmiankowali go Kiełkowscy w przewodniku wspinaczkowym. Plan i opis okna wykonał J. Zygmunt w lipcu 2009 r.

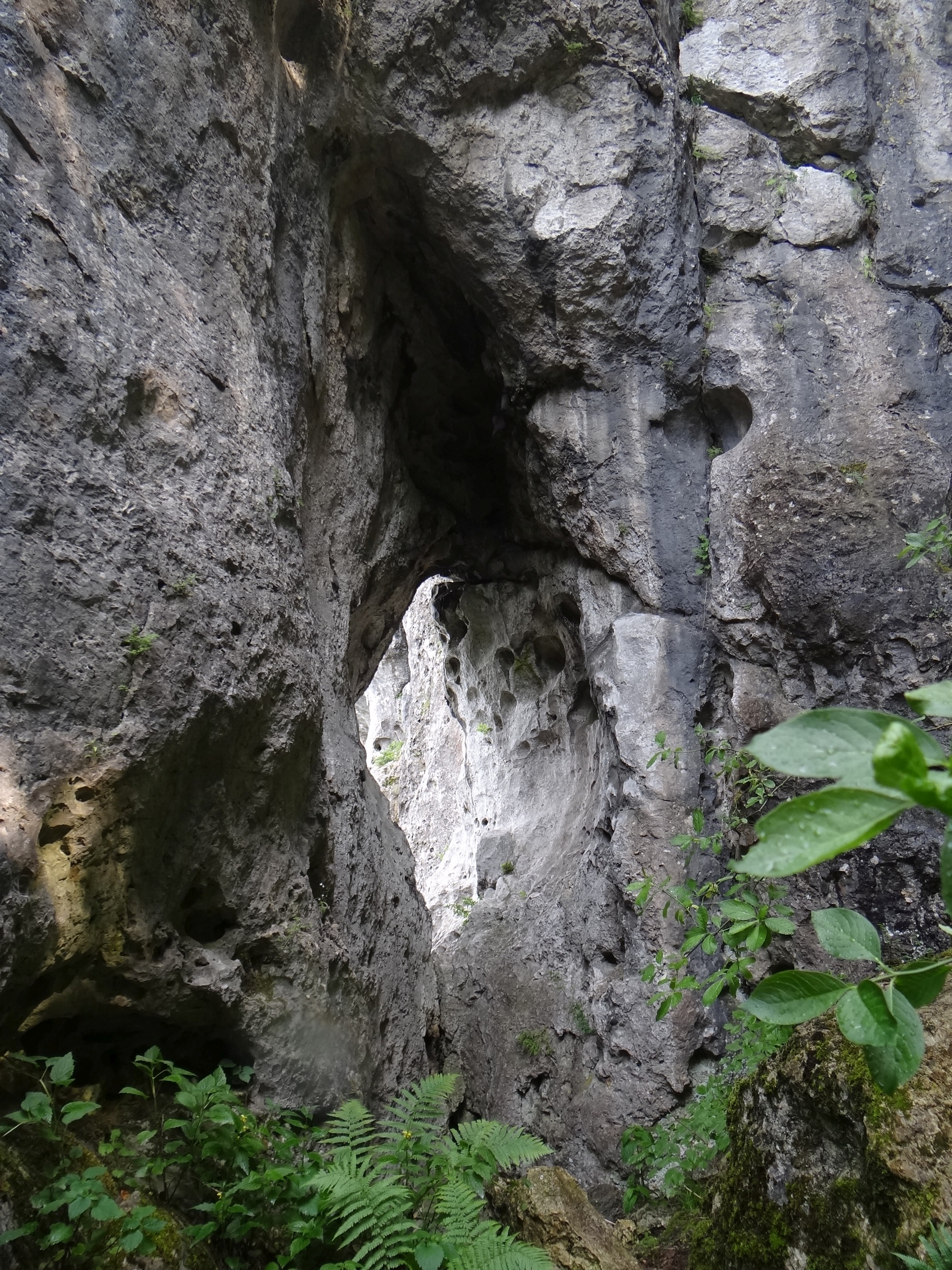
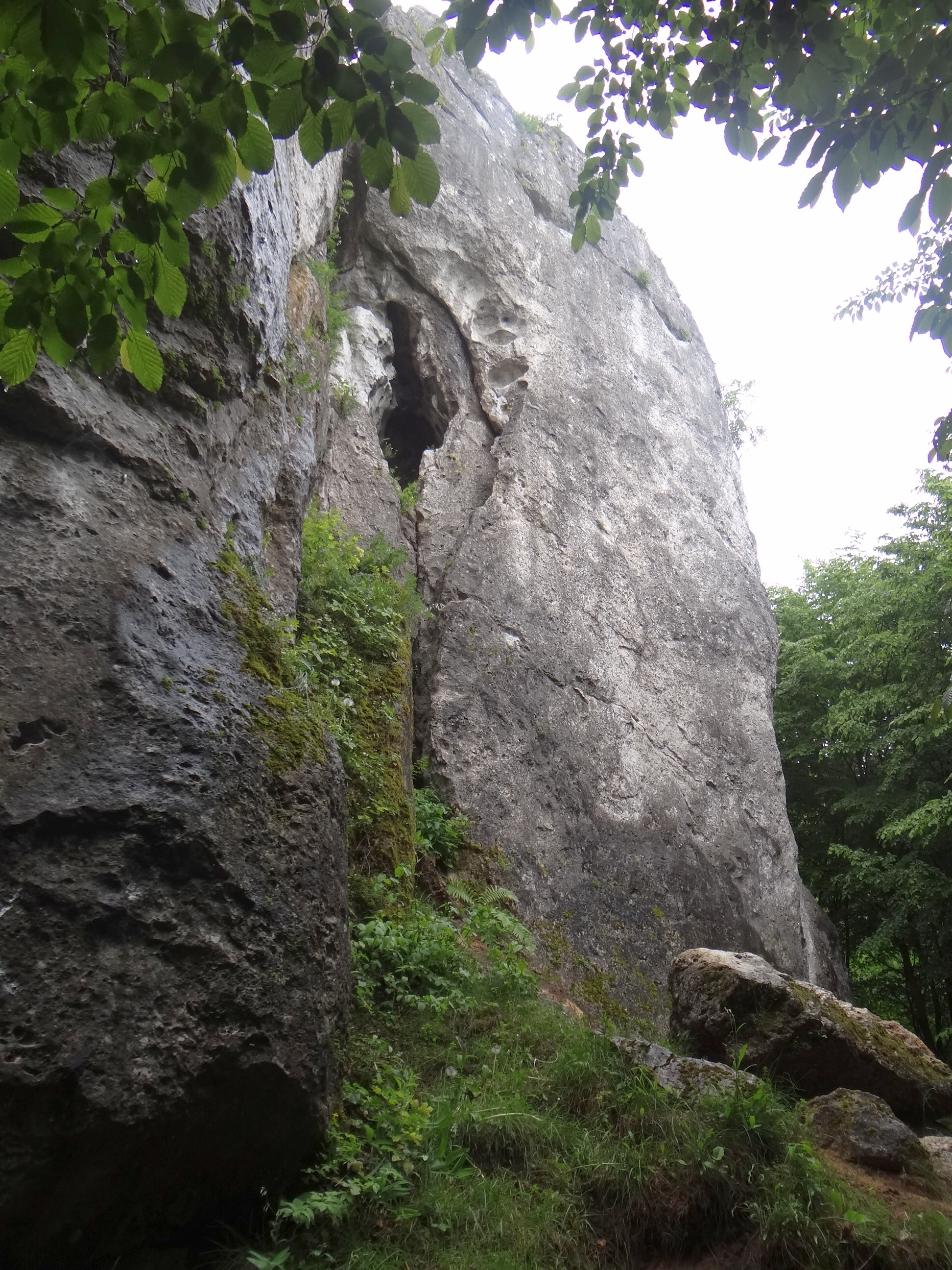